# Yamada Mumon
Taishitsu Mumon Tsusendo più noto come Yamada Mumon (山田 無文) (Toyota, 16 luglio 1900 – Toyota, 24 dicembre 1988) è stato un monaco buddista e maestro giapponese di tradizione Zen Rinzai, Shike dello Shofukuji di Kobe e capo della branca Myoshinji dello Zen Rinzai.
È stato anche un apprezzato calligrafo (Shodō).

## Biografia
Yamada Mumon nacque in un piccolo villaggio montano, situato nella provincia Mikawa, nella prefettura di Aichi.
Fin da giovane era destinato, anche per volere della famiglia, a divenire un avvocato quando un giorno sentì un detto attribuito a Confucio “Piuttosto che avvocati, è meglio creare un mondo in cui gli avvocati non siano necessari”.
L'interesse per la vita religiosa fu sollecitato da un evento: un giorno venne a sapere che Kawaguchi Ekai Roshi, il primo monaco Zen giapponese andato in Tibet,  era appunto tornato da un viaggio in quella terra. Il Roshi avrebbe tenuto una conferenza sulla Via del Bodhisattva. L'insegnamento del noto Maestro verteva sulla responsabilità che ciascuno ha di intraprendere il cammino spirituale per essere d'esempio e stimolare gli altri. La conferenza influenzò il giovane che decise di seguire Kawaguchi Roshi.
Il rigore della vita monastica, i pasti frugali, l'austerità dell'insegnamento e un fisico già debole però fanno ammalare Mumon di tubercolosi. Dichiarato inguaribile dai medici, rimane due anni in attesa della fine.
La malattia invece guarisce e, recuperata la salute, Mumon ricomincia a partecipare alle Sesshin all'Empukuji vicino a Kyoto.
Sotto la guida del nuovo insegnante Seisetsu Genjo Roshi, completerà la sua formazione religiosa al Tenryuji e quindi al Myoshinji. Intanto, nel 1925, si era laureato all'Università Rinzai di Hanazono.
Assunse quindi la direzione spirituale del Reiunin e poi dello Shofukuji a Kobe, dove ebbe l'occasione di guidare molti discepoli, diversi dei quali stranieri.
In un recente testo che affronta le spinose connivenze del clero giapponese col governo imperialista, nel secondo conflitto mondiale, la figura di Mumon Roshi viene discussa per alcune affermazioni celebrative della posizione del Giappone e dei suoi militari.
Durante la guerra, visitò i luoghi delle ostilità maturando sentimenti di rincrescimento. Successivamente, dal 1967, si recò in visita in vari paesi del sud est asiatico per scusarsi e commemorare tutti i caduti in guerra.
Andò in pellegrinaggio pure a Bodhgaya, in India, dove fondò un tempio della sua scuola.
Viaggiava frequentemente anche in Occidente dove aveva numerosi discepoli, essendo stato fra i primi Roshi ad accogliere allievi non giapponesi. Si recò negli U.S.A. per l'apertura del Dai Bosatsu Zendo nello Stato di New York, al San Francisco Zen Center, al Mount Baldy Zen Center in California ed anche in Messico. Si recò inoltre in Europa, contribuendo al dialogo fra cattolicesimo e Buddismo e sperimentando personalmente la vita dei monasteri contemplativi cristiani.
Nel 1976 visitò l'Italia, ospite del Bukkosan Zenshinji di Scaramuccia ad Orvieto (TR), primo tempio Zen Rinzai in Europa a cui diede il nome e dove ritornò nel 1979, in occasione di un incontro inter-religioso nel quale ebbe modo di incontrarsi con Giovanni Paolo II (1920-2005).
Nel ricordo dei suoi discepoli Mumon disponeva di un'energia infinita che lo sosteneva nei continui viaggi per tenere conferenze e insegnamenti. La sua opera di scrittore e di calligrafo lo impegnava nel tempo che rimaneva.
Questa energia contrastava con l'aspetto esteriore di Mumon Roshi, che sembrava e si comportava come un piccolo, esile ed immateriale eremita taoista. Ma gli allievi ricordano come, all'interno della stanza di sanzen, egli si trasformasse improvvisamente in un leone.
Ricoprirà incarichi prestigiosi, diverrà Rettore dell'Università di Hanazono nel 1949 e infine nel 1978 Superiore dei circa tremila templi e monasteri di tutta la Rinzai-shu Myoshinji-ha e Presidente Onorario dell'Università di Hanazono.
Giunto al termine dell'esistenza, profondamente minato nella salute, si spense all'età di ottantotto anni, dopo avere scritto i seguenti versi nella sua “poesia prima della morte”:
In fin dei conti, non resta niente da dire.

Nessuna parola, nessuna forma.

Non c’è che l’abbandono di tutte le cose

Che riempie cielo e terra»
Attualmente alcuni studenti di Yamada Mumon o discepoli di questi, ricoprono incarichi di prestigio all'interno della branca Myoshinji della scuola Rinzai; altri insegnano e proseguono la sua opera in Giappone, in India e in Occidente. Per la sua opera di diffusione dello Zen Rinzai in Giappone, fu soprannominato l'“Hakuin dei tempi moderni”.